# Оакс-Эстейт
Оакс Эстейт (англ. Oaks Estate) — деревня в Австралийской столичной территории на границе с Новым Южным Уэльсом, в 12 километрах к востоку от центра Канберры, примыкает к городу Квинбьян.  Деревня занимает площадь приблизительно 40 гектаров. По переписи населения на 2006 года — 241 житель, 206 частных домовладений.

## Этимология названия
Название Оакс Эстейт происходит от находившегося рядом поселения Оакс, являвшегося частью поместья Роберта Кэмпбелла Дантрун. Это делает Оакс Эстейт одним из немногих мест в Австралийской столичной территории, имеющих историческую связь с ранним колониальным периодом.

## История

### Колониальный период
Тимоти Бёрд, прощённый каторжник и бывший трактирщик из Кэмпбеллтауна в Новом Южном Уэльсе, стал первым европейцем, занявшим район будущего поселения. В середине 1820-х годов он привез стадо скота из Ливерпуля для выпаса около слияния рек Молонгло и Квинбьян. Его хижина, которую он назвал Квинбьян, располагалась в 2 километрах ниже по течению от слияния рек Молонгло и Квинбьян. Сейчас на этом месте располагается загон скотобойни. Город Квинбьян был основан в 1838 году в 2 километрах к юго-востоку от Оакс Эстейт.
В 1877 году Джон Булл, фермер из Таранго, выкупил у Чарльза Кэмпбелла, сына Роберта, 100 акров земли и здание, называвшееся Оакс. Там была открыта гостиница Элмсолл Инн. В том же году Джон Булл основал у слияния рек Молонгло и Квинбьян фабрику по стрижке овец и мойке шерсти Хэйзелбрук.
В 1885 году Джордж Томпситт купил фабрику и существенно расширил производство. Оакс Эстейт стал промышленным ядром Квинбьяна. Железнодорожная станция Квинбьян была открыта в сентябре 1887 года. Несколькими месяцами позже состоялся аукцион по продаже первого в Оакс Эстейт участка под жилищную застройку. В начале 1890-х местный бизнесмен открыл в Оакс Эстейт Квинбьянскую мукомольную мельницу.

### После образования федерации
Австралийская столичная территория была образована 1 января 1911 года. Восточная граница территории прошла по железнодорожной линии, отрезав Оакс Эстейт от города Квинбьян, который остался в штате Новый Южный Уэльс. Оакс Эстэйт остался связан с городом эстакадой через железную дорогу.

## Улицы
Улицы Оакс Эстейт носят имена некоторых значимых для развития деревни исторических лиц:
- Улица Флоренс названа в честь Флоренс Булл, дочери Джона Булла.
- Улица Рейлвэй (железнодорожная) получила название блягодаря близости к железной дороге.
- Улица Джордж названа в честь Джорджа Томпситта.
- Улица Хэйзел повторяет название фабрики Хэйзелбрук.
- Улица Хилл — происхождение названия не установлено.
- Авеню МакЮвен названо в честь бывшего премьер-министра Австралийской столичной территории Джона МакЮвена, оказавшего помощь в продлении водопроводной сети Канберры до Оакс Эстейт. Водонапорная башня расположена в конце авеню.
- Улица Ривер (речная) ведет к реке Молонгло.
- Улица Уильям названа в честь Уильяма Прайса, сиднейского торговца, купившего часть земли у Джона Булла.

## Достопримечательности
В деревне расположены:
- центр контроля за загрязнением воды
- детский сад
- рынок
- электроподстанция
- спортивная площадка
- несколько конюшен
- скотобойня
- кожевенный завод
- ликероводочный магазин
- реставрационная мастерская